# Манн, Александр Ипполитович

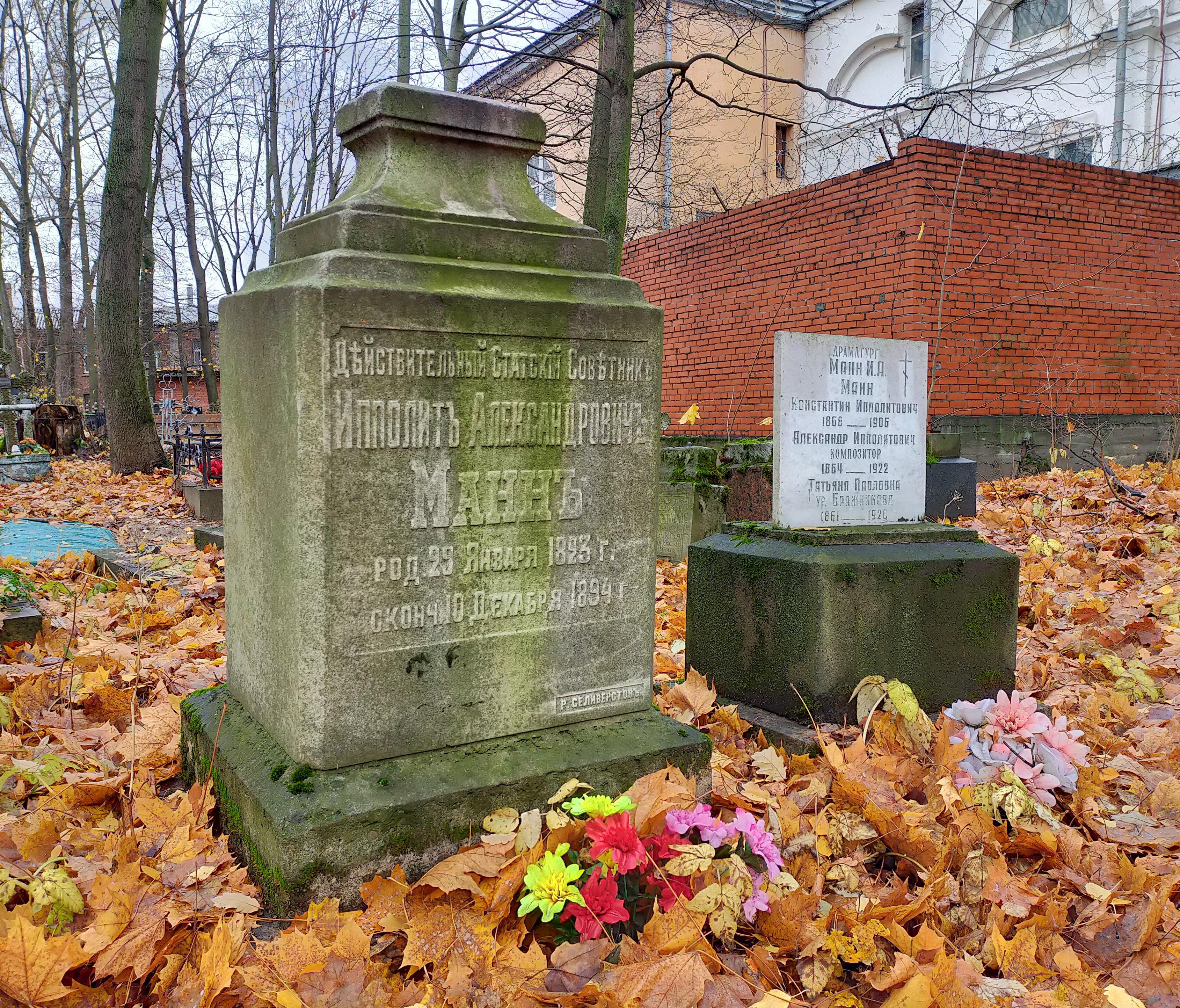
Семейное захоронение Манн, Волковское православное кладбище

Александр Ипполитович Манн (1864, Санкт-Петербург — 1922) — русский филолог, переводчик и композитор.

## Биография
Родился 6 февраля 1864 года в Санкт-Петербурге в семье драматического писателя Ипполита Александровича Манна. Окончил историко-филологический факультет Санкт-Петербургского университета. Состоял чиновником по Министерству народного просвещения. Теорию музыки изучал под руководством профессора СПб консерватории Н. Ф. Соловьева. Умер в 1922 году.

## Творчество
Написал две лирических оперы: «Корсар» в 3 действиях (либретто П. Вейнберга) и «Паризина». Пьесы для хора: «Песня о стародавней поре» (СПб., 2-е изд. 1893), 8 хоров а capella или с оркестром, «Кантата» для женских голосов а capel. или с фп., «Коронационный гимн 14 мая 1896 г.». 4 пьесы для оркестра: «Marche fantastique» (для оркестра), «Les soupirs» (для струнного оркестра с арфой) и другие. 4 пьесы для фортепиано. Около 30 романсов.
Публиковал в «Журнале Министерства Народного Просвещения» и в «Новый журнал литературы, искусства и науки» переводы избранных сочинений Горация, Овидия («Наука любви», 1905) и Лукиана.